# Vénula
Las vénulas son los pequeños vasos sanguíneos a través de los cuales comienza a retornar la sangre hacia el corazón después de haber pasado por los capilares (conducen la sangre desde los capilares hacia las venas).
Poseen algunas de las capas de las venas mayores: la túnica externa o adventicia (tejido conectivo fibroso) y la íntima o endotelio. No poseen la capa media (tejido muscular y elástico).